# 小西櫻子
小西櫻子（日语：／ Konishi Sakurako；1998年3月29日—）是日本女演員，出身自埼玉縣。Tristone Entertainment旗下藝人。

## 作品列表

### 電影
- 初戀（2020年2月28日）：飾演 ，女主角
- 別對映像研出手！（2020年9月25日）：飾演 道頓堀透
- 真·鮫島事件（2020年11月27日）：飾演
- 佐佐木在我腦海中（2020年11月27日）：飾演 市之瀨
- 愛上透明系女孩（2021年6月4日）：飾演 久子

### 電視劇
- 別對映像研出手！（2020年4月6日－5月11日，MBS）：飾演 道頓堀透
- 戀愛漫畫家（2021年4月8日－6月17日，富士電視台）：飾演 伊藤由奈
- 涅墨西斯 第5話（2021年5月9日，日本電視台）：飾演 愛留
- 愛情幻影（2021年5月13日－7月15日，MBS）：飾演 平澤百百子，女主角
- 救生圈 -朋友以上，不倫未滿-（2021年8月9日－9月27日，東京電視台）：飾演 愛宕梨沙
- 如果，有一所只有帥哥的高中 第5話（2022年2月12日，朝日電視台）：飾演 新島梓紗
- 復讐的未亡人（2022年7月8日－8月26日，東京電視台）：飾演 板橋ともみ
- Sweet Moratorium（2023年5月24日－7月19日，TBS）：飾演 大森りんご
- 御手洗家、炎上（2023年7月13日，Netflix）：飾 葛木七海
- 科搜研之女 season24 第2話（2024年7月10日，朝日電視台）：飾演 成瀬若葉
- Qros之女以獨家新聞爲名的瘋狂 第2話・第6話・最終話（2024年10月14日・11月11日・12月9日，東京電視台）：飾演 唯花
- BAR檸檬心年末特輯（2024年12月27日，BS富士）：飾演 森屋弘子・通稱ロコ
- 小圓今年26歲，是一名實習醫生！（2025年1月－3月18日，TBS）：飾演 橫川萌
- 風之福島 最終話（2025年3月29日預定，東京電視台）：飾演 井澤優花

## 外部連結
- 個人官方網站 （页面存档备份，存于）（日語）
- 小西櫻子的Instagram帳戶
- 小西櫻子的X（前Twitter）